# Florian Gschaider

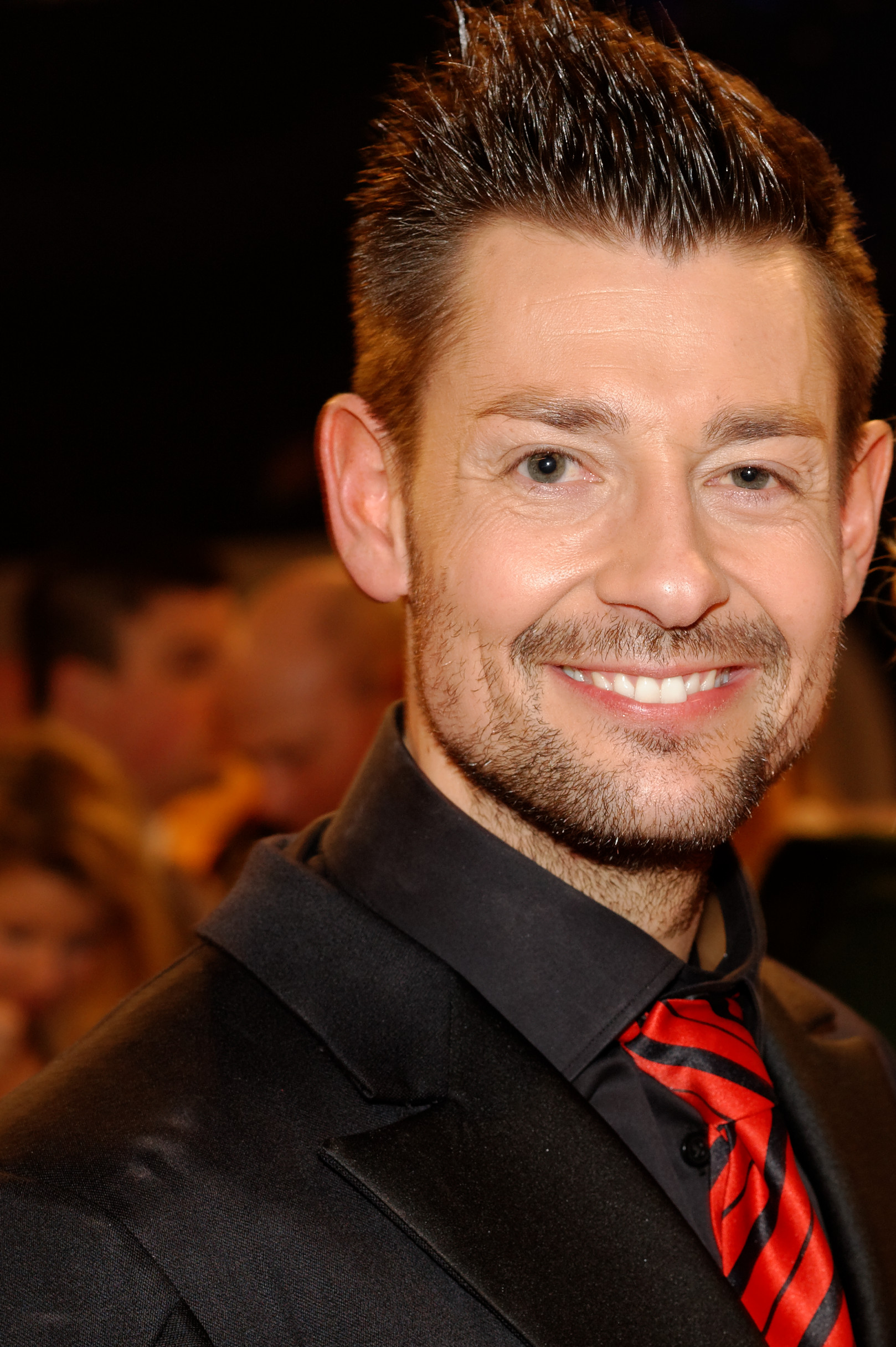
Florian Gschaider (2013)

Florian Gschaider (* 3. April 1980 in Elixhausen) ist ein österreichischer Tänzer. Er war von 1994 bis 2015 gemeinsam mit Manuela Stöckl einer der erfolgreichsten österreichischen Paartänzer. 2015 beendeten die beiden nach 23 Jahren ihre aktive Profi-Tanzsportkarriere. Er ist Weltcupsieger über 10 Tänze, mehrfacher EM- und WM-Finalist bei den Amateuren und Profis sowie 10-facher Staatsmeister (Amateure) und 11-facher österreichischer Meister (Profis).

## Leben
Bereits Anfang der 1990er Jahre startete Florian Gschaider mit seiner Tanzpartnerin Manuela Stöckl mit dem Turniertanz in Latein, Standard und der Kombination (10 Tänze). Gschaider besuchte das ORG für Leistungssportler Salzburg. 1997 errangen sie den Jugendmeistertitel in Latein; nationale wie internationale Titel folgten.
Florian Gschaider ist staatlich geprüfter Trainer für Tanz, lizenzierter Wertungsrichter für Standard und Lateinamerikanische Tänze, ZUMBA Instructor sowie Salzburger Landesfachverbandstrainer.
Er arbeitet als Trainer für alle Alters- und Leistungsklassen in Tanzclubs in ganz Österreich sowie in Süddeutschland.
Sein Stammsitz ist in Salzburg, wo er für den TC/TSC Stardance Elixhausen und Hallein sowie das Danceteam Salzburg tätig ist.
2015 gründete er gemeinsam mit Manuela Stöckl die Tanzschule Danceteam Emotion GmbH. Gschaider hat an der österreichischen Privatuniversität Schloss Seeburg Sport- und Eventmanagement studiert und sie mit dem B.Sc. abgeschlossen.

## Erfolge
- 2003 Weltcupsieger
- 2013 3. der Tanzsporteuropameisterschaft (über zehn Tänze)
- 2014 5. der Tanzsportweltmeisterschaft (über zehn Tänze)
- Träger des Silbernen Ehrenzeichens der Republik Österreich
- 2-facher Salzburger Sportler des Jahres[2]
- über 20-fache Staatsmeister bei den Amateuren und Profis

## Karriere (Auswahl)
Seit 1992 aktiv im Tanzsport mit Partnerin Manuela Stöckl
- 1997 Österreichische Jugendmeister Latein und 1. Teilnahme an Jugend-WM Latein
- 1998 Zweifache österreichische Jugendmeister Standard und Latein
- 1998 Semi-Finale Jugend-WM Latein
- 1999 Österreichischer Vize-Staatsmeister 10 Tänze
- 2000 Österreichischer Staatsmeister Kombination[3]
- 2001 Österreichischer Staatsmeister 2× (Standard, Kombination)[4]
- 2002 Österreichischer Staatsmeister Kombination[5]
- 2003 Weltcupsieg 10 Tänze
- 2003 Österreichischer Staatsmeister Kombination[6]
- 2004 Österreichische Staatsmeister 2× (Latein, Kombination)[7]
- 2004 Staatsmeister Kür[8]
- 2005 Österreichische Staatsmeister 2× (Standard, Kombination)[9]
- 2006 Österreichische Staatsmeister Standard[10]
- 2007 2. Platz Singapore Open Standard
- 2008 Wechsel von den Amateuren zu den Profis | 6. Platz Weltrangliste Standard Profis
- 2009 Österreichische IPDSC Meister Standard Profis + 10 Tänze Profis + Latein Profis
- 2010 Österreichische Meister WDC 10 Tänze Profis
- 2011 Österreichische Meister WDC 10 Tänze Profis
- 2012 Österreichische Meister WDC 10 Tänze Profis
- 2013 Österreichische Meister WDC 10 Tänze Profis | Bronzemedaille EM 10 Tänze Profis
- 2014 Österreichische Meister WDC 10 Tänze Profis + Standard Profis | 5. Platz WM 10 Tänze Profis | 16. Platz Weltrangliste Standard Profis
- 2015 Österreichische Meister WDC 10 Tänze Profis | 4. Platz EM 10 Tänze Profis

Ende der aktiven Profitanzkarriere mit Ende 2015.

## Dancing Stars
Im Jahr 2011 trat Florian Gschaider zum ersten Mal bei der 6. Staffel von Dancing Stars im ORF an und erreichte mit Alexandra Meissnitzer den zweiten Platz. In den Jahren 2012 und 2013 war er des Weiteren mit Sueli Menezes (in der 5. Sendung ausgeschieden) sowie Monika Salzer (in der 7. Sendung ausgeschieden) am Start. In der 10. Staffel Dancing Stars tanzte er mit Verena Scheitz; gemeinsam gewannen sie die 10. Staffel. 2017 tanzte er mit der Kabarettistin Monica Weinzettl. 2021 nahm er mit der Poolbillardspielerin Jasmin Ouschan teil und erreichte den zweiten Platz. Im Frühjahr 2023 nahm er mit der Schauspielerin Lilian Klebow in der 15. Staffel der ORF-Tanzshow Dancing Stars teil. Kurz vor dem Semifinale verletzte er sich mit einem Muskelfaserriss und musste daher die Staffel beenden. Lilian Klebow entschied sich dazu, nicht mit einem anderen Profi weiter zu tanzen und ebenfalls auszuscheiden.